# Amy Hunter
Amy Hunter (Boston, 6 de mayo de 1966) es una actriz y modelo estadounidense. Actúa en varias series de televisión y presenta programas.
Amy Hunter tiene 12 años de experiencia modelando en Nueva York y por toda Europa. Ella también ha aparecido en numerosos anuncios, incluyendo marcas tan conocidas como Miller, Chevrolet y Reebok.

## Filmografía
- Prescriptions (2006) Serie de TV
- Traci Townsend (2005)
- Half & Half (2004) Serie de TV
- ER (2003) Serie de TV
- The District (2002) Serie de TV
- The Scorpion King (2002)
- The Parkers (2001) Serie de TV
- Two Can Play That Game (2001)
- Grown Ups (2000) Serie de TV
- Pacific Blue (1998–2000) Serie de TV (como Amy Hunter-Cornelius)
- Sparks (1997) Serie de TV
- The Parent 'Hood (1996) Serie de TV
- RAMA (1996) Videojuego
- Hangin' with Mr. Cooper (1995) Serie de TV
- Step by Step (1995) Serie de TV
- Family Matters (1995) Serie de TV
- The Wayans Bros. (1995) Serie de TV
- In the House (1995) Serie de TV
- The Fresh Prince of Bel-Air (1994) Serie de TV
- Schemes (1994)
- The Cosby Show (1989) Serie de TV

## Videojuegos
- RAMA (1996) basado en los libros de Arthur C. Clarke y Gentry Lee. Interpretó el papel de Nicole des Jardins.